# ريتشارد بان
ريتشارد بان (بالإنجليزية: Richard Pan)‏ هو سياسي أمريكي، ولد في 28 أكتوبر 1965. حزبياً، نشط في حزب كاليفورنيا الديمقراطي ‏ والحزب الديمقراطي. وقد انتخب عضو جمعية ولاية كاليفورنيا.

## وصلات خارجية
- الموقع الرسمي